# Polyrrhenia

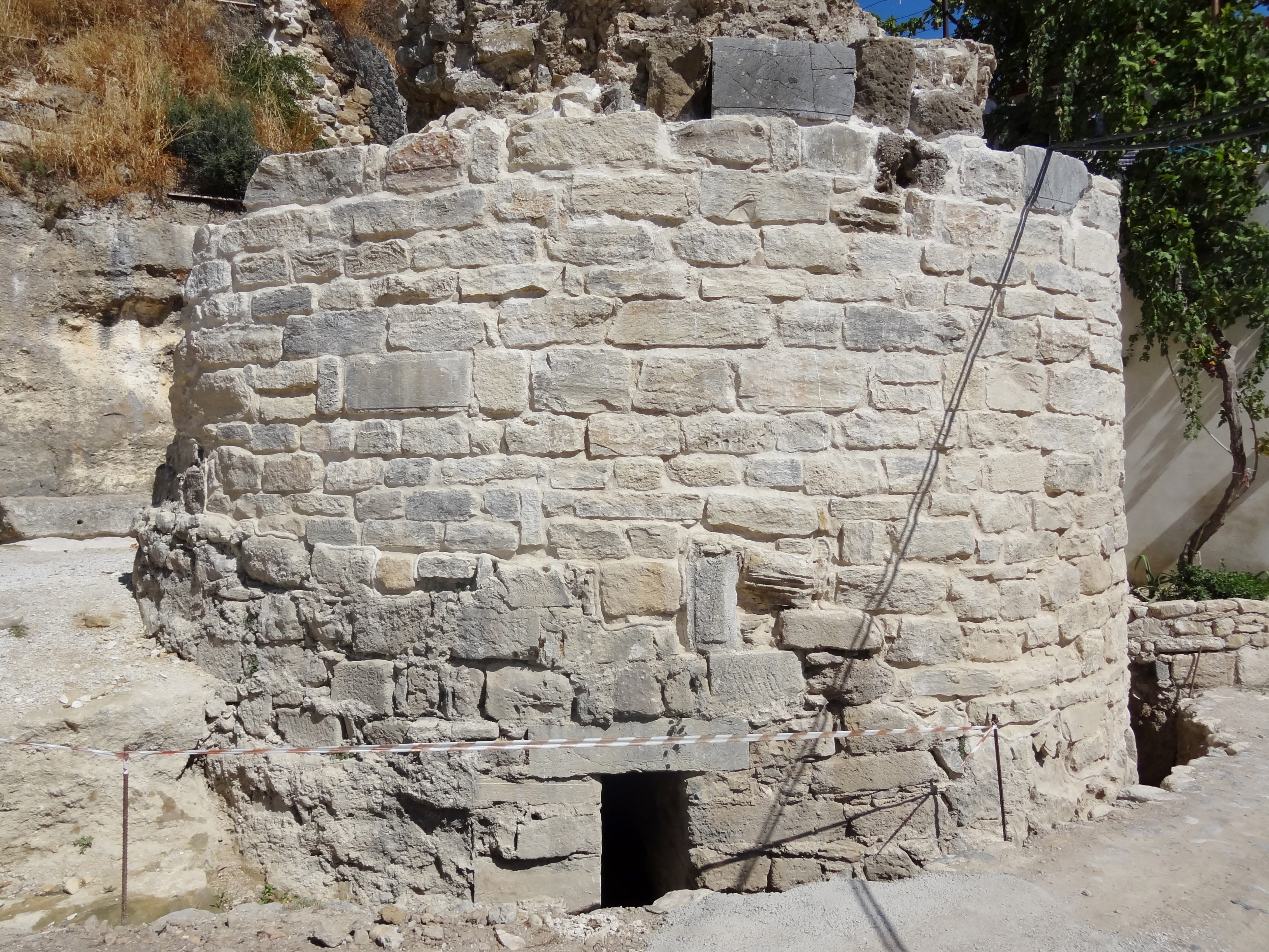
Wehrturm der antiken Stadt

Polyrrhenia (altgriechisch Πολυῤῥηνία) war eine antike Stadt im Nordwesten von Kreta. Die Reste liegen südlich der Bucht von Kissamos auf einem steilen Hügel bei dem modernen Dorf Polyrinia.

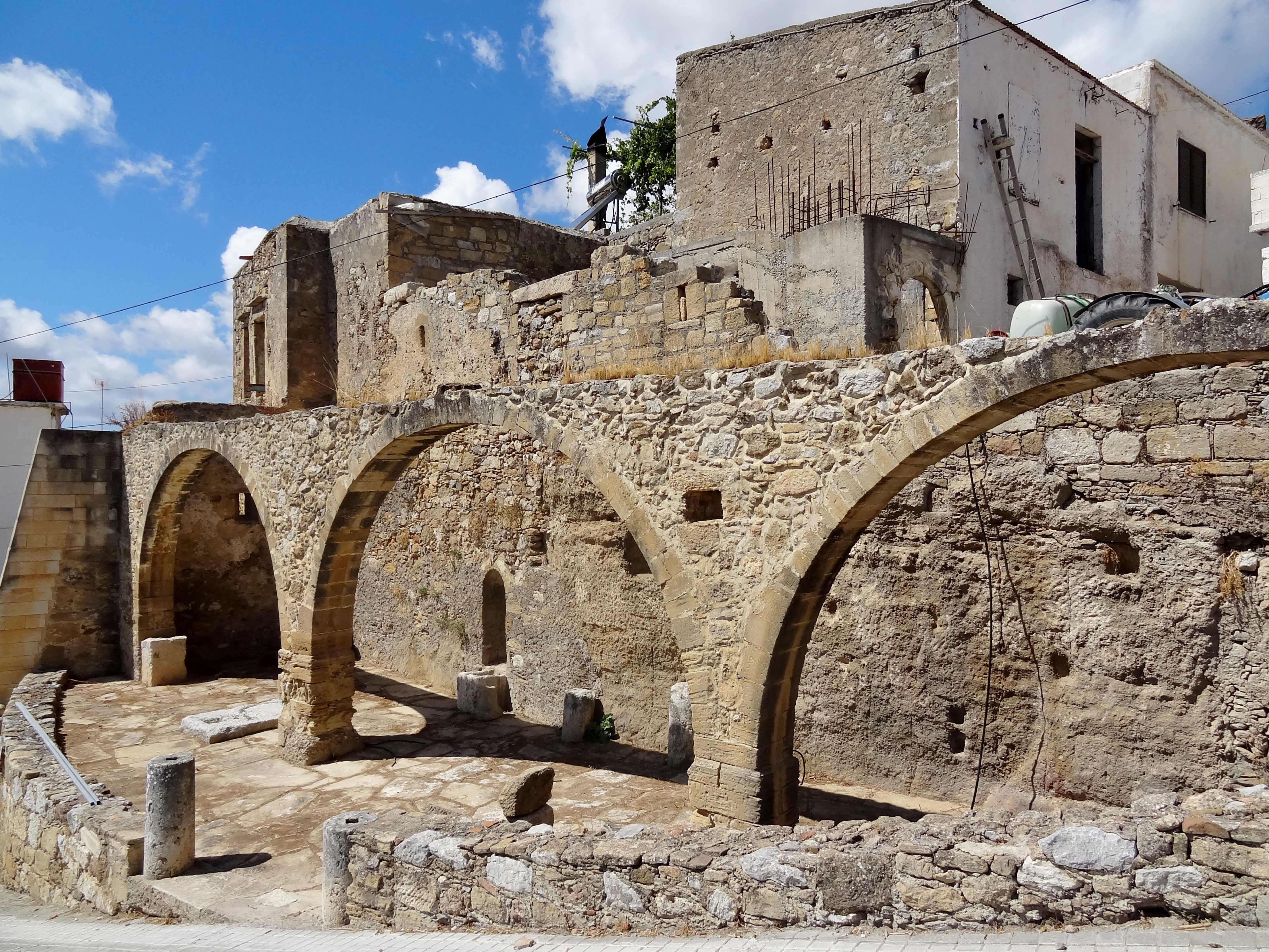
Antike Ruinen im heutigen Ort

Die Stadt wird bei verschiedenen klassischen Autoren genannt, nach denen sie die wichtigste Stadt im Westen von Kreta gewesen sein soll. Nach Strabon (10, 4, 13) bestand sie zunächst aus einer Reihe von Dörfern, die von späteren achaischen und lakonischen Siedlern zu einer Stadt vereinigt wurden. Seit dem Ende der klassischen Zeit wird die Stadt in antiken Quellen als Polis bezeichnet. Die ältesten Überreste datieren aber schon in geometrische Zeit. Die Stadt unterstützte die Römer und wurde deshalb von ihnen verschont, als sie Kreta eroberten. Die Stadt bestand auch unter römischer Herrschaft weiter, verlor aber im 1. Jahrhundert an Bedeutung; später wurde die Siedlung aufgegeben. Ab der Mitte des ersten Jahrhunderts n. Chr. prägte die Stadt keine eigene Münzen mehr. Von Kaiser Hadrian stammt eine Inschrift, die Bauarbeiten an einem öffentlichen Gebäude bezeugen. Auch scheint er den Bau eines Aquädukts veranlasst zu haben. Cisamos und Phalasarna dienten möglicherweise als Häfen der Stadt, deren genaue Beziehung untereinander ist jedoch derzeit noch umstritten.
Polyrrhenia prägte eigene Münzen, die meist das Bild des Zeus zeigen.

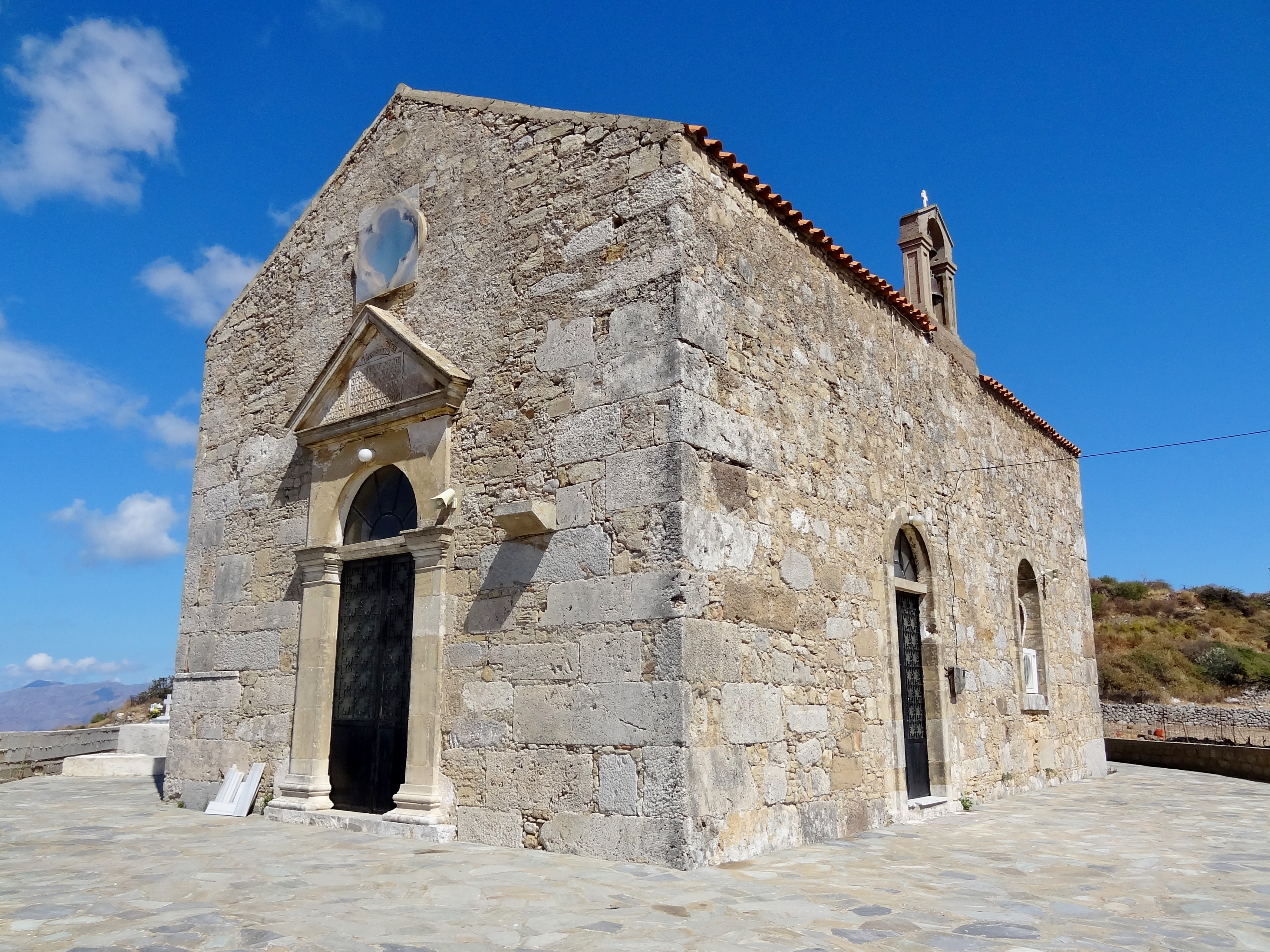
Kirche der 99 Heiligen Väter

Archäologische Ausgrabungen finden seit 1985 statt. Die Reste liegen auf einem Doppelhügel, der die Akropolis bildet. Die Abhänge sind übersät mit Resten von Häusern, Zisternen und Gräbern. Es gibt Reste eines römischen Tempels. Insgesamt war die Stadt etwa 30 Hektar groß. In der Kirche der 99 Heiligen Väter (Εκκλησία των 99 Αγίων Πατέρων) sind verschiedene Inschriften vermauert, die aus der Stadt stammen. Steine zum Bau der Kirche wurden aus den Ruinen der Stadt herbeigeholt. Eine Inschrift datiert ins Jahr 272 v. Chr. und berichtet, dass der spartanische König Areus I. eine Statue in einem Tempel stiftete. Eine weitere Inschrift datiert in das Jahr 189 v. Chr. und berichtet von einer Ehrung zugunsten von Gnaeus Cornelius Scipio Hispallus.